# Thesium sommieri
Thesium sommieri är en sandelträdsväxtart som beskrevs av Radovan Hendrych. Thesium sommieri ingår i släktet spindelörter, och familjen sandelträdsväxter. Inga underarter finns listade i Catalogue of Life.